# Gelmets
Gelmets (Гельмец) est un village de la commune rurale de Gelmetsinskoye, dans le district de Rutulsky (en) au Daghestan.
Sa population était de 609 habitants en 2010.
Une inscription sur le mur de la mosquée indique que le village a été détruit par un tremblement de terre en 1078.

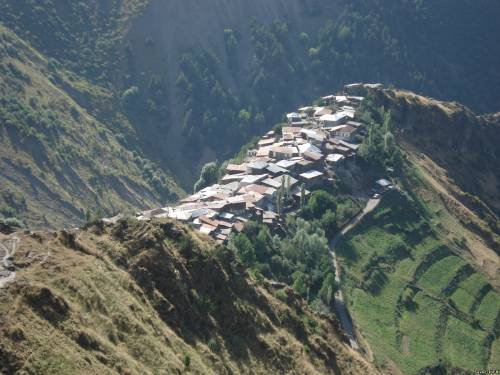
Le village de Gelmets